# Salustiano González Regueral
Salustiano González Regueral (León, 11 de abril de 1829 - Gijón, 15 de agosto de 1892) fue un ingeniero asturiano.

## Biografía
Ingeniero de caminos, puertos y canales del estado español.
Ingresó en la Escuela de Ingenieros de Caminos, Canales y Puertos de Madrid en 1846 y se integró automáticamente en una promoción que fue bautizada como “la promoción de los mejores” debido a la altura académica de sus componentes.   
Comenzó a trabajar para el Estado en octubre de 1851 y dos años después obtuvo el título de ingeniero 2º. Trabajó en Lugo antes de trasladarse a Asturias donde, junto a  José Francisco Uría, fue responsable del desarrollo de muchas infraestructuras creadas, en una época especialmente destacada por en este aspecto en el Principado. Proyectó la carretera que enlaza la capital de la provincia con Ribadeo. 
Después, solicitó el traslado a Oviedo (1860), donde fue encargado de la construcción de la carretera de Oviedo a Villaviciosa, que luego seguiría construyendo hasta Ribadesella y Cangas de Onís.  
En 1865 se convirtió en el ingeniero director de la construcción del ferrocarril León-Gijón, aunque paró de construirlo en 1878 y dejó realizados varios tramos y el descenso de Pajares, con esto consiguió el reconocimiento internacional. Con relación al proyecto del puerto refugio, Regueral estudió la costa de Luanco, junto con más miembros de una comisión, para encontrar el lugar más adecuado eligiendo finalmente El Musel como futuro escenario. Esto inició un enfrentamiento político de gran transcendencia en Asturias y fue por su dedicación a la política que su carrera profesional se vio interrumpida.  
Sus últimos años de vida fue diputado en Luarca (1863-1868) y en Laviana (1872-1873), además de haber sido senador en la legislatura de 1891 a 1892 Murió en Gijón el 15 de agosto de 1892.